# Dalcio Machado
Dalcio Machado (Campinas, 10 de fevereiro de 1972), mais conhecido como Dalcio, é cartunista, chargista, caricaturista, autor e ilustrador de livros infantis. Começou a trabalhar como cartunista profissional aos 13 anos de idade, aos 17 foi contratado pelo jornal Correio Popular e foi premiado pela primeira vez. Nos anos 90, começou a trabalhar como ilustrador de livros infantis e fez trabalhos para a revista Playboy. Ganhou diversas vezes o Salão Internacional de Humor de Piracicaba, o mais importante do Brasil. Publicou seus trabalhos durante 13 anos na revista Veja, inclusive criando capas. Uma delas recebeu o Prêmio Abril de Jornalismo. Também criou vinhetas( os plim-plins) durante cinco anos para a Rede Globo. Publicou também nos dois maiores jornais brasileiros, Folha de S.Paulo e O Estado de S. Paulo. É um dos cartunistas mais premiados do mundo, com 116 prêmios em 13 países. Recebeu prêmios na ONU ( Lurie UN Award) e em três ocasiões no World Press Cartoon/ Portugal. No Oscar dos quadrinhos brasileiros, HQMIX, foi premiado em cinco edições. 
Em 2016, foi à Bélgica para receber o troféu de 1º colocado no 55th International Cartoonfestival Knokke-Heist, o mais tradicional do mundo.
Publicou dois livros infantis, "Flubete" e "Não brinque com a comida!", ambos pela Companhia das Letras.